# Cladonia attacta
Cladonia attacta är en lavart som beskrevs av S. Hammer. Cladonia attacta ingår i släktet Cladonia och familjen Cladoniaceae.   Inga underarter finns listade i Catalogue of Life.